# بن ويدر
بن «بنيامين» ويدر (بالإنجليزية: Benjamin "Ben" Weider)‏ أسس الاتحاد الدولي للاعبي كمال الأجسام (IFBB) سنة 1946؛ بالتعاون مع شقيقه جو وزوجة شقيقه بيتي، كما كان مهتماً بالدراسات التاريخية للفترة النابليونية.

## حياته

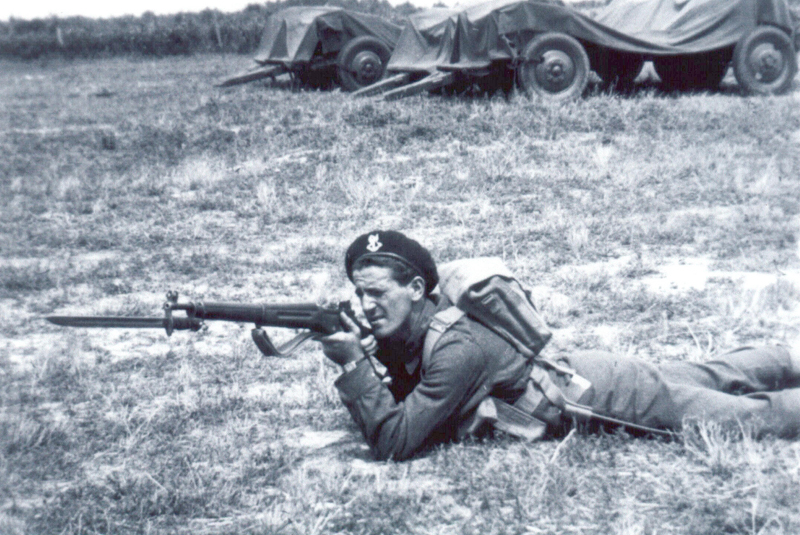
بن ويدر أثناء خدمته العسكرية في الجيش الكندي، 1942.

ولد بن في 1 فبراير 1923، في مونتريال الكندية، للويس وآنّا ويدر، وهما من عائلة يهودية مهاجرة من بلدة كوروف البولندية  وقد خدم بن في الجيش الكندي أثناء الحرب العالمية الثانية.

## في الأبحاث النابليونية
كان بن من المعجبين جداً بالإمبراطور الفرنسي نابليون بونابرت، حيث ألف سنة 1983 كتاباً باسم حكمة نابليون (بالفرنسية: La sagesse de Napoleon)‏، ثم تشارك مع طبيب الأسنان السويدي ستين فورشوفد بتأليف كتاب اغتيال في سانت هيلينا سنة 1995، كما تشارك مع ديفيد هابجود بكتاب اسمه جريمة اغتيال نابليون (بالإنجليزية: The Murder of Napoleon)‏ سنة 1999، وفي نفس السنة أصدر كتاباً فرنسياً اسمه نابليون، هل سُمِّم؟ (بالفرنسية: ?Napoleon, est-il mort empoisonne)‏، في سنة 2004 شارك مع إيميل غوجين بإصدار كتاب نابليون: الرجل الذي شكَّل أوروبا (بالإنجليزية: NAPOLEON: The Man Who Shaped Europe)‏.
أسس بن جمعية دولية تعنى بنابليون وقد كتب عدة مقالات لصالح هذه الجمعية.
كان لدى بن ويدر لدى وفاته مجموعة كبيرة من المقتنيات التي تعود إلى نابليون تربو على الستين قطعة من بينها قبعته التي ارتداها أثناء غزوه لروسيا سنة 1812، وهي واحدة من اثنتي عشرة قبعة نادرة لا تزال موجودة إلى اليوم، وقد تبرع بن بمجموعته هذه كاملة قبل ثلاثة أسابيع من وفاته لمتحف الفنون الجميلة بمونريال ليحصل هذا المتحف على واحدة من أكبر المجموعات المتحفية من نوعها في العالم، وكان تشارلز نابليون، حفيد نابليون الأبعد من طرف أخيه جيروم، الوجه الأبرز لتدشين المعرض الدائم لهذه المجموعة في المتحف في 23 أكتوبر 2008.

## الأوسمة والألقاب
نال بن وسام كندا سنة 1975، ورقي إلى رتبة ضابط سنة 2006. سنة 2000 نال وسام كيبيك الوطني برتبة فارس، وفي 12 أكتوبر 2000 حصل على وسام الشرف الفرنسي والذي أسسه نابليون نفسه. وكان بن مرشحاً لجائزة نوبل للسلام سنة 1984 ، وكان بن عضواً في قاعة الشرف الرياضية لمقاطعة كيبيك، كما نال عدداً من الدرجات العلمية، هذا وقد نال بن أكثر من 66 تشريفاً ووساماً ولقباً خلال حياته.

## في عالم كمال الأجسام
أسس بن ويدر الاتحاد الدولي للاعبي كمال الأجسام الذي أصبح يعرف لاحقاً بالاتحاد الدولي لكمال الأجسام واللياقة البدنية سنة 1946، كما أسس بن وأدار شركة متخصصة باللياقة البدنية والأدوات الرياضية تحمل اسمه.
نال بن ويدر سنة 2008 ميدالية الشرف الدائمة في بطولة أرنولد كلاسيك العشرين، وهي المرة الثامنة التي تمنح فيها هذه الميدالية خلال تاريخ هذه البطولة.
كافح بن خلال حياته لضم كمال الأجسام إلى اللجنة الأوليمبية الدولية لكن أحلامه باءت بالفشل مع بدايات القرن الحادي والعشرين، تقاعد بن من رئاسة الاتحاد الدولي في 29 أكتوبر 2006.
ألف بن ويدر عدة كتب خلال حياته حول كمال الأجسام أهمها:
- ضُخّ: التشكيل الخارق للفسيولوجيا النسائية (Pumping Up!: Super Shaping the Feminine Physique) سنة 1985.
- ضخ خارق!: كمال الأجسام للسيدات المستوى الصعب (Superpump!: Hardcore Women's Bodybuilding) سنة 1986.
- القوة والتدريب بالأوزان للرياضيين الشباب (Strength and Weight Training for Young Athletes) سنة 1994.
- رجال كيبيك الأقوياء دو جوس مونتفيراند ولويس سير (Les hommes forts du Quebec: De Jos. Montferrand a Louis Cyr) سنة 1999.
- لويس سير: الكندي المدهش (Louis Cyr: Amazing Canadian) سنة 2000.
- الحافة: الدليل النهائي من بن وجو ويدر للقوة، والسرعة، وقدرة الاحتمال (The Edge: Ben and Joe's Weider's Ultimate Guide to Strength, Speed, and Stamina) سنة 2002.
- أخوة الحديد: بناء إمبراطورية ويدر (Brothers of Iron: Building the Weider Empire) سنة 2006.

## وفاته
توفي بن ويدر في 17 أكتوبر 2008، في المستشفى اليهودي العام بمونريال الكندية.

## وصلات خارجية
- عصبة المحترفين في الاتحاد الدولي لكمال الأجسام واللياقة البدنية (بالإنجليزية).
- الموقع الإلكتروني الرسمي الجمعية النابليونية الدولية (بالإنجليزية).
- الموقع الإلكتروني الرسمي للمعهد المكسيكي-الفرنسي النابليوني (بالإنجليزية).
- موقع بن ويدر التذكاري للأعضاء الحائزين على عضوية الشرف في الجمعية النابليونية الدولية (بالفرنسية).
- الموقع الإلكتروني الرسمي للاتحاد الدولي لكمال الأجسام واللياقة البدنية (بالإنجليزية).